# 공군 부사관 성추행 피해 사망 사건
성추행 피해 공군 부사관 자살 사건은 2021년 5월 21일 대한민국 충청남도 서산시에 있는 대한민국 공군 제20전투비행단 소속이었던 상관인 장모 중사의 성추행 및 2차 가해에 시달리다가 피해자 이예람 중사가 스스로 목숨을 끊은 사건이다.

## 사건 개요
이 중사는 회식 금지령이 내려진 지난 3월 초, ‘반드시 참석하라’는 장 중사 압박에 못 이겨 다른 부대원들과 함께 저녁 자리에 갔다가 귀가하는 차량 안에서 추행을 당한 것으로 알려졌다.
2021년 3월 2일, 회식 자리를 마치고 귀가하던 차 안에서 이모 중사는 자신이 속해있던 20전비 정보통신대대의 선임 장모 중사로부터 성추행을 당했다. 피해자 이 중사의 어머니의 증언에 따르면, 그냥 만지는 것이 아니라 중요 부위, 가슴을 만지고 강제로 혀를 밀어넣으며 입맞춤을 했다고 한다. 운전은 후임 부사관이 하고 있었다.
2021년 3월 3일, 이모 중사가 성추행 범죄를 정식 신고하면서, 전출시켜달라고 요청했다. 노 상사와 노 준위 등 상관들이 사건을 무마하기 위해 회유와 압박을 했다.
2021년 3월 4일, 이모 중사는 3월 4일부터 5월 2일까지 청원휴가를 떠났다. 이 중사의 남자친구(20전비 중사)는 당시 운전을 한 C 하사로부터 강제추행 정황이 담긴 차량의 블랙박스 메모리 카드를 받아 20전투비행단 군사경찰 수사관에게 전달했다.
2021년 3월 9일, 공군 법무실은 성추행 피해 신고된 정식 접수된 지 엿새 만에 계룡대 공군본부 법무실 소속 단기 법무관으로 복무하던 A 중위를 국선변호사로 지정했다. A 중위는 복무를 시작한 지 1년 정도밖에 안 된 것으로 전해졌다. 로스쿨 졸업생의 경우 단기 법무관으로 중위로 임관한다. 장기 법무관은 대위로 임관한다.
2021년 3월 22일, 이모 중사는 자신이 속해있던 20전비 정보통신대대장에게 2차 가해 신고를 했다.
2021년 5월 21일, 같은 부대(20전비)에서 근무했던 약혼자와 혼인신고를 마친 뒤 20전비로 이동, 이튿날인 5월 22일 남편의 관사에서 숨진 채 발견됐다. 15특비로 옮긴 지 불과 4일 만의 일이었다. 이 중사는 남자 친구와 혼인신고를 마친 뒤 지난 5월 21일 끝내 심적 부담을 극복하지 못하고 휴대폰 영상 녹화 버튼을 눌러 놓고 극단적 선택을 했다.
유족들은 지난 1년간 세 차례 강제추행이 있었다고 주장했다. 장모 중사의 강제추행 이전에 다른 상급자로 부터의 강제추행이 두 건 더 있다고 했다.
2021년 6월 3일, 공군은 20전비 정보통신대대 소속 레이더반장 노모 준위와 레이더정비반 소속 노모 상사를 각각 보직에서 해임했다.
한편, 2018년 4월, 20전투비행단 소속 정보통신 대대장(중령)이 여성 중위를 강제추행해 군검찰의 수사를 받았다. 대대장은 징역 6개월에 집행유예 1년, 취업제한명령 2년을 선고받고 제적됐다. 즉, 대대장이 강제추행죄를 저지른 전과가 있는 부대에서 또 강제추행죄가 발생한 것이다.

## 사회적 여파
2021년 6월 3일, 공군은 20전비 정보통신대대 소속 레이더반장 노모 준위와 레이더정비반 소속 노모 상사를 각각 보직에서 해임되었다. 해당사건으로 인하여 이성용 공군참모총장이 사의를 표명하고 8개월여만에 불명예 전역을 하게 되었다.

## 같이 보기
- 성추행 피해 해군 부사관 사망 사건